# Selbsthilfegruppe
Selbsthilfegruppen sind selbstorganisierte Zusammenschlüsse von Menschen, die ein gleiches Problem oder Anliegen haben und gemeinsam etwas dagegen bzw. dafür unternehmen möchten. Typische Probleme sind etwa der Umgang mit chronischen oder seltenen Krankheiten, mit Lebenskrisen oder belastenden sozialen Situationen. Es gibt allerdings auch themen-offene Selbsthilfegruppe, z. B. themenoffene Männergruppen. Selbsthilfegruppen dienen im Wesentlichen dem Informations- und Erfahrungsaustausch von Betroffenen und Angehörigen, der praktischen Lebenshilfe sowie der gegenseitigen emotionalen Unterstützung und Motivation. Laut dem telefonischen Gesundheitssurvey des Robert Koch-Instituts 2003 waren etwa 9 Prozent der erwachsenen Bevölkerung Deutschlands schon einmal Teilnehmer einer Selbsthilfegruppe. Fragt man danach, wie hoch der Anteil derer ist, die zum Zeitpunkt der Befragung eine Selbsthilfegruppe besuchen, so lag dieser 2005 bei 2,8 Prozent. Die Zahl der Selbsthilfegruppen in Deutschland wird auf 70.000–100.000 geschätzt. Selbsthilfegruppen werden meist ehrenamtlich geleitet.
Viele Selbsthilfegruppen treffen sich zur gegenseitigen persönlichen Unterstützung auf lokaler oder regionaler Ebene. Darüber hinaus sind sie häufig in themenspezifischen Selbsthilfeorganisationen auf Landes- und Bundesebene zusammengeschlossen. So können sie – in unterschiedlichem Grad – die Belange ihrer Mitglieder nach außen vertreten. Die häufigste Organisationsform ist dabei der eingetragene Verein, der Öffentlichkeits- und Aufklärungsarbeit, Unterstützung von Forschungsprojekten bis hin zur politischen Interessenvertretung leisten kann. Selbsthilfegruppen ohne Angabe der Rechtsform werden als Gesellschaften des bürgerlichen Rechts (§§ 705 ff. BGB) behandelt.
Die Bundesarbeitsgemeinschaft Selbsthilfe ist ein Dachverband von 121 Bundesverbänden, 13 Landesarbeitsgemeinschaften sowie 5 Fachverbänden der Selbsthilfeorganisationen im Gesundheitsbereich. Selbsthilfekontaktstellen sind eigenständige lokale und regionale Facheinrichtungen, die Selbsthilfeaktivitäten durch kostenlose Dienstleistungen unterstützen. Sie arbeiten themen- und indikationsübergreifend zu allen Themen der Gruppenselbsthilfe. Unter bestimmten Voraussetzungen können Selbsthilfegruppen im Rahmen der Selbsthilfeförderung nach § 20h SGB V die Kosten für Büro, Räume, Öffentlichkeitsarbeit etc. erstattet bekommen.

## Geschichte der Selbsthilfegruppe
Die Selbsthilfegruppe in der heutigen Form hat ihre Vorläufer teilweise in den Emanzipationsbewegungen des 19. Jahrhunderts, insbesondere der Arbeiter-, der Frauen- und der Jugendbewegung. Es wurden zahlreiche Vereine und Organisationen gegründet, die einen weitgehend freien Austausch von Gleichgesinnten und auch gesundheitsorientierte Selbsthilfe ermöglichten.
Bei einigen Gruppen, wie etwa den von Guttemplern organisierten oder den Anonymen Alkoholikern (AA), steht ein umfassendes Leitbild moralisch anstrebenswerter Lebensführung über das ursprüngliche gemeinsame Problem (wie etwa Alkoholismus) hinaus im Vordergrund. Es gibt zahlreiche spirituell oder religiös orientierten Gruppen.
Erst nach den sozialen Umwälzungen der 1960er Jahre war offene Selbsthilfe im heutigen Verständnis möglich. Sie setzt voraus, dass sich Menschen öffentlich zu ihrem Problem bekennen können, ohne gesellschaftliche oder strafrechtliche Sanktionen zu befürchten. Unter Gleichbetroffenen finden Selbstenthüllungen unterstützende Reaktionen. Die Teilnehmer verpflichten sich zu Vertraulichkeit. So hatten etwa Homosexuelle bis 1968/69 strafrechtliche Verfolgung nach § 175 StGB zu befürchten. Suchtkrankheiten wurden erstmals als Krankheiten und nicht nur als moralischer Mangel verstanden. Gleichzeitig entstand ein neuer Gesundheitsbegriff, der eine aktive, eigenverantwortliche Rolle des mündigen Patienten fördert. Wie viele andere Neue Soziale Bewegungen setzen sie auf Eigeninitiative.
Die Gruppenpsychologie hat maßgeblich zur Entwicklung von Selbsthilfegruppen beigetragen. Der Psychotherapeut Michael Lukas Moeller spielte in den 1970er Jahren eine wichtige Rolle bei der Etablierung von Selbsthilfegruppen in Deutschland, 1981 gründete er die Deutsche Arbeitsgemeinschaft Selbsthilfegruppen e. V.; das Zwölf-Schritte-Programm der AA ist mittlerweile auf andere Süchte und Probleme übertragen worden.
In der DDR waren bereits vor der Wende, auch im Rahmen der Bürgerbewegung, erste Selbsthilfegruppen, insbesondere unter dem Dach der Kirche, aktiv.

## Selbsthilfegruppen in Deutschland

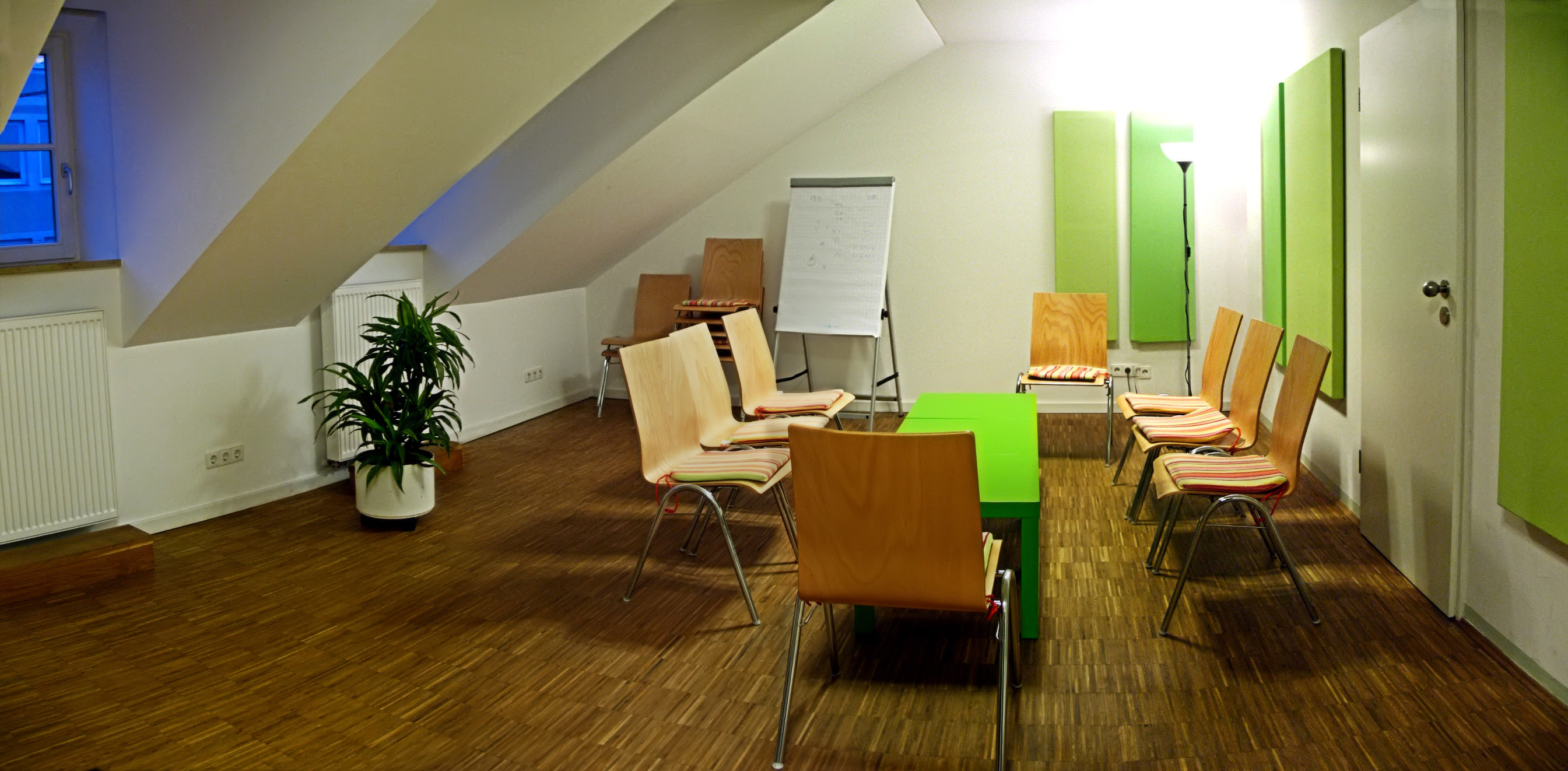
Typischer Gruppenraum im Münchner Selbsthilfezentrum

Die Leistungen der Selbsthilfegruppen werden inzwischen als wichtige Ergänzung zum professionellen Gesundheitssystem von den Kostenträgern anerkannt. Daher werden Selbsthilfegruppen, die sich mit gesundheitlichen Problemen befassen, von der gesetzlichen Krankenversicherung gefördert. Nach § 20h SGB 5 sind alle Krankenkassen dazu verpflichtet. Vielfältige Unterstützungsmöglichkeiten bieten auch andere Institutionen (z. B. gesetzliche Rentenversicherungen aber auch Kommunen und Länder). Für die Unterstützung von örtlichen Selbsthilfegruppen sind neben den Selbsthilfeorganisationen die ca. 280 Selbsthilfekontaktstellen und -unterstützungseinrichtungen von Bedeutung. Sie befinden sich in unterschiedlichen Trägerschaften – teils bei den Wohlfahrtsverbänden, teils bei den kommunalen Trägern. Professionelle Mitarbeiter (z. B. Psychotherapeuten oder Sozialarbeiter/-pädagogen) vermitteln Suchende an bestehende Selbsthilfegruppen oder unterstützen bei der Gründung und In-Gang-Setzung einer neuen Gruppe. Im Unterschied zu Selbsthilfeorganisationen, die ein spezifisches Indikationsgebiet (Sucht, Krankheit) vertreten, haben die Selbsthilfekontaktstellen keinen expliziten Bezug zu bestimmten Erkrankungen oder sozialen Problemen.

### Selbsthilfeorganisationen
Selbsthilfeorganisationen sind zumeist Zusammenschlüsse von mehreren Selbsthilfegruppen, welche neben Einzelpersonen zugleich ihre Mitglieder sind. Sie sind in der Regel auf Länder- und/oder Bundesebene als e. V. organisiert. Die meisten von ihnen sind Mitglied in einer Dachorganisation auf Bundesebene (z. B. in der Bundesarbeitsgemeinschaft Selbsthilfe oder dem Deutschen Paritätischen Wohlfahrtsverband (DPWV)). Beispiele für Gruppen und Verbände, die sich auf Bundesebene eigenständig vertreten, sind die Deutsche Alzheimer Gesellschaft und ehemals die Bundesarbeitsgemeinschaft Hospiz (heute Deutscher Hospiz- und PalliativVerband).
Finanzielle Unterstützung erhalten die Selbsthilfeorganisationen von der gesetzlichen Krankenversicherung, von Rentenversicherungen (Landesversicherungsanstalten, Bundesversicherungsanstalt), aus Mitgliedsbeiträgen und Spenden. Durch das Gesundheitsmodernisierungsgesetz des Jahres 2004, das für die Krankenkassen gilt, haben die Selbsthilfeorganisationen über ihre Dachorganisationen Mitspracherechte in wichtigen Fragen der Gesundheitsversorgung. Sie wirken seit Anfang 2004 als Patientenvertreter im Gemeinsamen Bundesausschuss und seinen einzelnen Ausschüssen mit.

### Selbsthilfearbeitsgemeinschaften
Etwa die Hälfte aller Selbsthilfegruppen gehören keiner überregionalen Selbsthilfeorganisation an. Auf kommunaler Ebene organisieren sich manche Selbsthilfegruppen in Arbeitsgemeinschaften, um gesundheitliche und soziale Probleme aus verschiedenen medizinischen und sozialen Bereichen vor Ort aufzugreifen.
Die Arbeit in den lokalen Selbsthilfearbeitsgemeinschaften wird rein ehrenamtlich geleistet. Finanziell erhalten sie sich durch Mitgliedsbeiträge und freiwillige Spenden. Manche sind als gemeinnützige Vereine eingetragen. Selbsthilfearbeitsgemeinschaften erhalten keine finanzielle Unterstützung durch gesetzliche Krankenkassen nach § 20 SGB V.

### Selbsthilfekontaktstellen
Selbsthilfekontaktstellen sind eigenständige, örtlich oder regional arbeitende professionelle Beratungseinrichtungen. Sie verfügen über hauptamtliches Personal, Räume und Ressourcen. Selbsthilfekontaktstellen erbringen Informations-, Beratungs- und Unterstützungsangebote für neu zu gründende und bestehende Selbsthilfegruppen.
Jeder Landkreis und jede Großstadt hat eine Selbsthilfekontaktstelle. Diese können über die Nationale Kontakt- und Informationsstelle erfragt werden.

### Haus der Krebs-Selbsthilfe
Als erste Einrichtung hat die Deutsche Krebshilfe in Bonn ein „Haus der Krebs-Selbsthilfe“ eingerichtet, um die Arbeit der Hilfsvereine zu verbessern. Seit Frühjahr 2013 sind zehn verschiedene gemeinnützige Organisations-Zentralen in das Haus eingezogen. Die Hilfsorganisation unterstützt das Projekt mit Spendengeldern.
Im Haus der Krebs-Selbsthilfe wirken folgende bundesweit tätige, von der Deutschen Krebshilfe geförderte Selbsthilfeorganisationen. Bei diesen können auch Ansprechpartner in der Region erfragt werden: Arbeitskreis der Pankreatektomierten e. V., BRCA-Netzwerk e. V., Bundesverband der Kehlkopfoperierten e. V., Bundesverband Prostatakrebs Selbsthilfe e. V., Bundesverband Schilddrüsenkrebs – Ohne Schilddrüse leben e. V., Deutsche Hirntumorhilfe e. V., Deutsche ILCO e. V. – Selbsthilfe bei Darmkrebs und Stoma, Deutsche Leukämie- und Lymphom-Hilfe e. V., Frauenselbsthilfe nach Krebs – Bundesverband e. V., Selbsthilfe-Bund Blasenkrebs e. V. Die Zusammenarbeit dieser Stellen ermöglicht einen ständigen Erfahrungsaustausch, die gemeinsame Nutzung von Ressourcen und die bessere Abstimmung gemeinsamer Aktivitäten, um kostspielige Doppelarbeit zu vermeiden.

### Online-Selbsthilfe

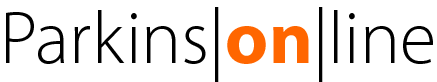
Gerald Ganglbauers Parkins(on)line

Immer mehr verbreitet sich auch Selbsthilfe über das Internet. Hilfe Suchende tauschen sich in Internet-Foren, Mailinglisten und Chat-Räumen aus. Obwohl diese Form der Selbsthilfe schon seit längerem praktiziert wird, ist teilweise strittig, ob sie als Selbsthilfe zu bezeichnen ist. Das schlägt sich zum Beispiel darin nieder, dass Selbsthilfe-Initiativen, die sich ausschließlich über das Internet gegenseitig unterstützen, bislang nicht von den Krankenkassen unterstützt werden können (siehe unten).
Wie verbreitet genau Online-Selbsthilfe (oder auch virtuelle Selbsthilfe) in der deutschen Bevölkerung ist, wurde bislang nicht erhoben.
Seit dem Jahr 2009 widmet sich die NAKOS verstärkt dem Thema „Online-Selbsthilfe“ und hat das Projekt „Selbsthilfe und Neue Medien – Bestandsaufnahme, Differenzierung, Wirkungsanalyse und Kriterienentwicklung“ initiiert. 2011 startete die NAKOS in Kooperation mit dem Verein Selbsthilfekontaktstellen Bayern e. V. mit seiner Geschäftsstelle SeKo die Internetplattform selbsthilfe-interaktiv.de, welche eine Kommunikationsplattform für gemeinschaftliche Selbsthilfe im Web 2.0 darstellen soll. Zu finden sind hier geprüfte, nicht-kommerzielle Links zu hilfreichen Foren, ein Austauschforum rund um die Selbsthilfe und die Möglichkeit, eine virtuelle Selbsthilfegruppe zu gründen.

## Selbsthilfegruppe in Österreich
In Österreich werden die Selbsthilfegruppen in drei Ebenen unterteilt. An erster Stelle ist die bundesweite Patienten- und Angehörigengruppen (PAG) bzw. die Patienten- und Angehörigenorganisationen (PAO), dann folgt die Landesebene und dann die regionale Ebene (auch lokale). Neben der Politik und Verwaltung gehören die Sozialversicherungsgruppe zu den Haupt Finanzgeber. Auf inhaltlicher Ebene gibt es professionelle medizinische, pflegerische und soziale Dienstleister. Die Patientenanwaltschaft ist die einzige Patientenvertretung in Österreich. Die pharmazeutische Industrie ist, neben der öffentlichen Geldgeber, der einzige relevante private Geldgeber. Gemäß einer Studie der Universität Wien gibt es 1600 bis 1700 Selbsthilfegruppen in Österreich, wovon die Hälfte in den letzten zehn Jahren gegründet wurde.
Der Kreis der ständigen Mitarbeitern (unbezahlt und teilweise auch bezahlt) beträgt im Durchschnitt ca. neun Personen. 60 % aller PAOs arbeiten mit einem Jahresbudget von 2000 €. In den 1980er wurden je eine Selbsthilfegruppe in Wien und Vorarlberg gegründet, die anderen Bundesländer folgten dann in den 1990er. Anhand der drei exemplarischen Bundesländer-Studien in Kärnten, Vorarlberg und Wien lässt sich
die ungefähre Ressourcenausstattung dieser Einrichtungen illustrieren. In Kärnten gibt es ca. 130 PAG (24 pro 100 000 Einwohner), diese werden jährlich mit 200 000 Euro finanziert. In Vorarlberg werden ca. 100 PAG (29 pro 100 000 Einwohner) und finanziert diese mit 100 000 Euro. Wien kommt auf 260 PAO und finanziert die Personalausstattung, inklusive zwei hauptamtlicher Mitarbeiter, sowie die administrative und räumliche Infrastruktur der Unterstützungsstelle. In Wien gibt es, im Vergleich zu den anderen Länder, mehr bundesweit tätige PAG. Vorarlberg stellt demnach ca. 283.000 €, Wien ca. 160.000 € und Kärnten
ca. 30.000 € für die direkte finanzielle Unterstützung einzelner PAG/PAO zur Verfügung. Die Budgets für Wien und Kärnten lassen sich einfach vergleichen, da diese klar gewidmet sind. In Vorarlberg handelt es sich um einen Teilbetrag einer mit umfassenderen Aufgaben befassten Landesstelle, sodass der genannte Betrag möglicherweise für ein weiteres Spektrum an Gruppen bzw. Funktionen zur Verfügung steht. 9 % der PAG sind nach eigenen Angaben in mehreren Bundesländer tätig, 15 % österreichweit.
Die Interessengruppen werden in drei Gruppen unterteilt:
1.) Themenspezifische Interessenvertretung

2.) Interessenvertretung von übergreifenden Anliegen der Selbstorganisation („Selbsthilfeanliegen“)

3.) Interessenvertretung von allgemeinen Patienten- und Angehörigeninteressen

Deutlich wird auf den ersten Blick die große Bedeutung und Nähe des Gesundheitswesens und insbesondere der Ärzte für die PAG. Mit Ärzten wird naturgemäß am Meisten zusammengearbeitet näher als die
einschlägigen Unterstützungseinrichtungen. Am wenigsten arbeitet man mit der Pharmaindustrie zusammen. Je höher eine PAG organisiert ist, desto intensiver ist man auch extern vernetzt. In Österreich ist zu beachten, dass Gesundheit Ländersache ist. Dies wird auch dadurch unterstrichen, dass Beziehungen zu Politik und Verwaltung auf Landes-, Bezirks- und Gemeindeebene gegenüber der Bundesebene wesentlich relevanter erscheinen. Im Bereich der Politik und Verwaltung sind bezeichnenderweise die engsten Beziehungen jene zwischen der Landespolitik und landesweit tätigen PAO. Die Beziehungen von PAG/PAO zu Politik und öffentlicher Verwaltung variieren stark nach dem
Aktivitätsspektrum und dem Organisationsgrad. Je höher eine PAO organisiert ist, desto mehr und engere Beziehungen gibt es zu Politik und Verwaltung. Während PAGs meist nur auf lokaler Ebene Beziehungen zu Politik und Verwaltung haben, haben PAO auf Landesebene auch Beziehungen zu Land und Bund. Beziehungen auf EU-Ebene haben selbst höher organisierte PAO nur in Ausnahmefällen. 9 % der PAO geben, dass sie Beziehungen zur Sozialversicherung pflegen, während ein Drittel im Rahmen dieser Studie angibt, dass die Sozialversicherung ein wichtiger Unterstützter ist. Die Beziehungen von PAO/PAG zur Pharmaindustrie bzw. zu Medizintechnikproduzenten werden meistens kritisch beobachtet, die tendenziell auch von reinem Sponsoring zur Entwicklung breiterer Partnerschaften führen. 8& der PAGs und PAOs geben an, engere Beziehungen zuführen, zumeist sind dies höher organisierte Gruppen und Organisationen.

## Selbsthilfegruppen in der Schweiz
Die Stiftung Selbsthilfe Schweiz wurde im Jahr 2000 gegründet und hat seit 2001 einen Leistungsauftrag des Bundesamts für Sozialversicherungen. Sie koordiniert auf nationaler Ebene die gemeinschaftliche Selbsthilfe und erbringt zusammen mit den Selbsthilfezentren und 5 Selbsthilfeorganisationen Dienstleistungen. Sie arbeitet unabhängig von der Thematik für die Methode der gemeinschaftlichen Selbsthilfe. Ihre Anfänge gehen auf eine private Initiative 1981 zurück. 1996 wurde die Arbeitsgemeinschaft KOSCH für die Koordination und Förderung von Selbsthilfegruppen in der Schweiz gegründet.

## Förderung in Deutschland
Die Krankenkassen und ihre Verbände fördern die Selbsthilfe grundsätzlich auf drei Ebenen: Bundesorganisationen, Landesorganisationen und örtliche Selbsthilfegruppen. Die jeweiligen Förderebenen sind grundsätzlich gleichrangig und gleichwertig.

### Fördervoraussetzungen

#### Generelle Fördervoraussetzungen
- Interessenwahrnehmung durch Betroffene: die Selbsthilfearbeit in den Gruppen und Vereinsorganen wird von Betroffenen getragen.
- Gesundheitsbezogene Selbsthilfeaktivitäten stehen im Mittelpunkt der Arbeit: Die Aktivitäten sind auf die gemeinsame Bewältigung chronischer Krankheiten und/oder Behinderungen ausgerichtet, von denen die Mitglieder selber oder als Angehörige betroffen sind.
- Offenheit für neue Mitglieder und öffentliche Bekanntmachung des Selbsthilfeangebotes.
- Neutrale Ausrichtung und Unabhängigkeit der Selbsthilfeaktivitäten von wirtschaftlichen Interessen.
Viele Selbsthilfeorganisationen haben bereits eigene Leitlinien zu ihrer Neutralität und Unabhängigkeit entwickelt bzw. sich den Leitlinien der BAG SELBSTHILFE e. V. und des PARITÄTISCHEN Gesamtverbandes e. V. angeschlossen. Vgl. hierzu auch die „Erklärung zur Wahrung von Neutralität und Unabhängigkeit“, die Bestandteil der Antragsunterlagen auf Bundes- und Landesebene ist.
- Herstellung von Transparenz über die Finanzsituation (auch Einnahmequellen) und Mittelverwendung gegenüber den Krankenkassen und ihren Verbänden in den Antragsunterlagen.
- Bereitschaft zur partnerschaftlichen Zusammenarbeit mit den Krankenkassen und ihren Verbänden unter Wahrung der Neutralität und Unabhängigkeit der Selbsthilfe.[15]

##### Herstellung von Transparenz über die Finanzsituation
In den Antragsunterlagen sind die Einnahmequellen transparent zu machen, die Aufschluss über die gesamte Einnahmesituation geben. Hierzu zählen u. a. öffentliche Zuwendungen, Zuschüsse von Sozialversicherungen, Spenden, Sponsorengelder sowie Mitgliedsbeiträge von ordentlichen und Fördermitgliedern. Ebenso zählen hierzu geldwerte Dienstleistungen von Kooperationspartnern (z. B. kostenlose Bereitstellung von Räumen).

##### Rechtliche Folgen falscher Angaben
Die Krankenkassen/-verbände können die ordnungsgemäße Verwendung der Fördermittel prüfen.
Bei vorsätzlich falschen oder fehlenden Angaben, die eine unsachgemäße Auszahlung von Fördermitteln der Krankenkassen/-verbände zur Folge haben können, sind die Krankenkassen/-verbände berechtigt, die finanziellen Zuwendungen zurückzufordern.

##### Ergänzende Fördervoraussetzungen für die örtlichen Selbsthilfegruppen
Zu den Voraussetzungen der Förderung der örtlichen Selbsthilfegruppen gehören zusätzlich zu den unter Abschnitt Generelle Fördervoraussetzungen genannten Voraussetzungen:
- Verlässliche/kontinuierliche Gruppenarbeit und Erreichbarkeit.
- Gruppengröße von mindestens sechs Mitgliedern.
- Die Selbsthilfegruppe hat ein Gründungstreffen durchgeführt und ihre Existenz und ihr Gruppenangebot öffentlich bekannt gemacht (beispielsweise bei der örtlichen Selbsthilfekontaktstelle oder in der regionalen Presse).
- Benennung eines nur für die Zwecke der Selbsthilfegruppe gesonderten Kontos.
- Der Verfügungsberechtigte ist verpflichtet sicherzustellen, dass die Fördermittel nur für die Zwecke der Gruppe verwendet werden.[17]

##### Ausschluss der Förderung
Einrichtungen und/oder Strukturen, die diese vorgenannten generellen Voraussetzungen nicht erfüllen, werden von den Krankenkassen und ihren Verbänden nicht gefördert. Eine Förderung nach § 20c SGB V kommt weiter nicht in Betracht für:
- Wohlfahrtsverbände,
- Sozialverbände,
- Verbraucherverbände/-organisationen/-einrichtungen,
- Patientenberatungsstellen (auch internetbasierte),
- Berufs-/Fachverbände bzw. Fachgesellschaften,
- Kuratorien, Stiftungen, Fördervereine, Netzwerke,
- (Unter-)Arbeitsgruppen oder Arbeitskreise von Selbsthilfegruppen und/oder -organisationen,
- stationäre oder ambulante Hospizdienste,
- Bundes- bzw. Landesarbeitsgemeinschaften für Gesundheit/Gesundheitsförderung bzw. Landeszentralen für Gesundheit/Gesundheitsförderung, Landes- bzw. regionale Gesundheitskonferenzen,
- Krankheitsspezifische Beratungseinrichtungen oder Kontaktstellen wie beispielsweise Sucht-, Krebsberatungsstellen,
- ausschließlich im Internet agierende Initiativen,
- Kooperationsberatungsstellen für Selbsthilfegruppen und Ärzte der Kassenärztlichen Vereinigungen (KOSA),
- alle Aktivitäten von Selbsthilfegruppen, -organisationen und -kontaktstellen, deren Ausrichtung nicht auf gesundheitsbezogene Aktivitäten und Maßnahmen im Sinne des § 20c SGB V abzielen (z. B. soziale Belange und Aktivitäten auch bezogen auf bestimmte Personenkreise wie z. B. Alleinerziehende oder Senioren sowie Bürger-, Stadtteil-, Verkehrs- und Umweltinitiativen),
- Freizeitaktivitäten wie z. B. Ausflüge, Urlaubsreisen, Kino-, Konzert- und Theaterbesuche,
- Studien, die ausschließlich der Erforschung von Krankheiten und ihren Ursachen dienen (Grundlagenforschung).

Von der Förderung ebenfalls ausgeschlossen sind Angebote, die zu den Leistungen der GKV nach anderen Rechtsgrundlagen gehören, z. B.
- Patientenschulungsmaßnahmen, Funktionstraining und Rehabilitationssport, Nachsorgemaßnahmen gemäß § 43 f. SGB V,
- Leistungen zur Früherkennung und Frühförderung (§ 30 SGB IX),
- Soziotherapie (§ 37a SGB V),
- Therapiegruppen gemäß §§ 27 ff. SGB V (z. B. Psychotherapie, Verhaltens-, Gesprächstherapie, Ergotherapie),
- Primärpräventive Maßnahmen/Präventionskurse (§ 20 SGB V).

Selbsthilfegruppen oder -organisationen, die vorrangig kommerzielle Ziele verfolgen oder zu kommerziellen Zwecken gegründet wurden, sind ebenfalls von einer Förderung nach § 20c SGB V ausgeschlossen.

#### Förderverfahren
Die Selbsthilfeförderung nach § 20c SGB V erfolgt ab 2008 durch die zwei Förderstränge: die kassenartenübergreifende Gemeinschaftsförderung und die krankenkassenindividuelle Förderung. Danach sind von den Krankenkassen und ihren Verbänden mindestens 50 Prozent der insgesamt jährlich zur Verfügung stehenden Fördermittel der kassenartenübergreifenden Gemeinschaftsförderung bereitzustellen. Die übrigen maximalen 50 Prozent der Fördermittel verbleiben den einzelnen Krankenkassen für ihre krankenkassenindividuelle Förderung.
Die Bemessung der Förderhöhe erfolgt unter Berücksichtigung der insgesamt zur Verfügung stehenden Fördermittel, der Anzahl der eingegangenen förderfähigen Förderanträge und dem nachvollziehbaren Förderbedarf der Antragsteller.
Die Fördermittel der Krankenkassen und ihrer Verbände stellen generell einen Zuschuss für die Vorhaben der gesundheitsbezogenen Selbsthilfe gemäß § 20c SGB V dar. Eine Vollfinanzierung der Aktivitäten von Selbsthilfegruppen, Selbsthilfeorganisationen und Selbsthilfekontaktstellen ist ausgeschlossen.

##### Kassenartenübergreifende Gemeinschaftsförderung
Die Fördermittel der kassenartenübergreifenden Gemeinschaftsförderung sind pauschale Zuschüsse, mit denen die Krankenkassen und ihre Verbände neben anderen öffentlich-rechtlichen Einrichtungen einen maßgeblichen Beitrag zur Basisfinanzierung der gesundheitsbezogenen Selbsthilfe leisten.

###### Inhalte
Die Pauschalförderung wird als finanzielle Unterstützung der originären selbsthilfebezogenen Aufgaben verstanden. Diese pauschalen Mittel werden der Selbsthilfe als Zuschüsse zur Absicherung ihrer originären und vielfältigen Selbsthilfearbeit und regelmäßig wiederkehrenden Aufwendungen zur Verfügung gestellt. Darunter fallen insbesondere Aufwendungen für:
- Raumkosten, Miete,
- Büroausstattung und Sachkosten (z. B. PC, Drucker, Beamer, Büromöbel, Porto und Telefon, Gebühren für Online-Dienste),
- Pflege des Webauftritts,
- Regelmäßig erscheinende Verbandsmedien (z. B. Mitgliederzeitschriften) einschließlich deren Verteilung,
- Schulungen oder Fortbildungen, die auf die Befähigung zur Organisations- und Verbandsarbeit sowie auf administrative Tätigkeiten abzielen (z. B. kaufmännische Weiterbildungen, Weiterbildungen zum Vereinsrecht, PC-Schulungen, Kommunikation), einschließlich Veranstaltungs-, Teilnahmegebühren, Fahrt- und Übernachtungskosten,
- Tagungs-, Kongressbesuche von Gruppen- oder Organisationsmitglieder,
- Durchführung von satzungsrechtlich erforderlichen Gremiensitzungen einschließlich Veranstaltungs-, Teilnahmegebühren, Fahrt- und Übernachtungskosten.

Für die vorgenannten originären Aufgaben und Aktivitäten der Selbsthilfe sind selbstverständlich Personal- und Sachaufwendungen erforderlich, die durch die Pauschalförderung bestritten werden können. Anträge, die ausschließlich auf Personalstellenförderung lauten, können nicht berücksichtigt werden. Förderfähig sind lediglich die Aufgaben/Aktivitäten der Selbsthilfe.

###### Verfahren der Antragstellung
Die kassenartenübergreifende Gemeinschaftsförderung erfolgt für die Antragsteller auf allen Förderebenen unbürokratisch und ohne unnötigen Verwaltungsaufwand. Maßgeblich ist das sogenannte Ein-Ansprechpartner-Verfahren. Dieses sieht vor, dass bei der Beantragung pauschaler Fördermittel seitens des Antragstellers nur noch ein Förderantrag an den jeweils federführenden Krankenkassenverband bzw. die federführende Koordinierungsstelle auf der jeweiligen Förderebene einzureichen ist.
Förderanträge sind schriftlich anhand der von den Krankenkassen und ihren Verbänden bereitgestellten Antragsvordrucke auf den jeweiligen Förderebenen zu stellen. Diese Vordrucke sollen mit den Vertretungen der Selbsthilfe abgestimmt werden. Die Verbände der Krankenkassen auf Bundesebene stellen hierfür Musterformulare zur Verfügung. Der Antrag ist vollständig auszufüllen und mit allen erforderlichen Unterlagen rechtzeitig einzureichen. Die für das jeweilige Förderjahr vom Antragsteller benötigten Fördermittel sind nachvollziehbar und realistisch darzustellen und zu beziffern. Förderanträge sind fristgerecht einzureichen. Die jeweiligen Fristen können je nach Förderebene und Förderbereich variieren.

###### Antragsbearbeitung und Mittelvergabe
Bei der Antragstellung sind seitens der Selbsthilfe die jeweiligen Antragsfristen zu beachten. Die Krankenkassen und ihre Verbände bearbeiten ihrerseits Anträge auf allen Förderebenen und für alle Förderbereiche zeitnah, um der Selbsthilfe Planungssicherheit zu geben. Nach Ablauf der Antragsfrist und nach Vorliegen vollständiger Antragsunterlagen soll das Förderverfahren durch die Krankenkassen/-verbände spätestens drei Monate nach Ende der Antragsfrist abgeschlossen sein.
Die Krankenkassen und ihre Verbände beschließen auf den jeweiligen Förderebenen gemeinsam und nach Beratung mit den maßgeblichen Vertretungen der Selbsthilfe über die Vergabe der Fördermittel aus der kassenartenübergreifenden Gemeinschaftsförderung.
Der Antragsteller wird mit einer kurzen Begründung informiert, falls der Förderantrag nicht berücksichtigt oder zurückgestellt wird.

###### Bemessung der Förderhöhe für Selbsthilfegruppen
Bei der Bemessung der Förderhöhe für Selbsthilfegruppen wird eine orts-/regionalspezifische Vorgehensweise empfohlen.

###### Transparenz über die verausgabten pauschalen Fördermittel
Die an die örtlichen Selbsthilfegruppen gewährten pauschalen Fördermittel werden summarisch mit Angabe der Anzahl der insgesamt geförderten Gruppen von den jeweiligen Vergabestellen veröffentlicht.
Um die Transparenz der pauschalen Fördermittel auch innerhalb der Selbsthilfe zu erhöhen, veröffentlichen die Fördermittelempfänger auf den jeweiligen Ebenen die von den Krankenkassen oder ihren Verbänden erhaltenen Zuwendungen auf geeignete Weise, z. B. im Internet.

##### Krankenkassenindividuelle Förderung

###### Inhalte
Die Krankenkassen und/oder ihre Verbände unterstützen im Rahmen der krankenkassenindividuellen Förderung besondere Vorhaben bzw. Aktivitäten der Selbsthilfe, die zielorientiert ausgerichtet und zeitlich klar begrenzt sind. Sie können auf bestimmte Zielgruppen ausgerichtet sein. In Abgrenzung zur Gemeinschaftsförderung zeichnet sich die krankenkassenindividuelle Förderung dadurch aus, dass sie solche Aktivitäten fördert, die über routinemäßige Aufgaben hinausgehen.
Örtliche Ebene:
Auf der örtlichen Ebene können aus Mitteln der krankenkassenindividuellen Förderung beispielsweise folgende, zeitlich abgrenzbare Aktivitäten finanziell unterstützt werden:
- Selbsthilfetage,
- Gruppenspezifische Informationsmaterialien,
- Fachworkshops oder Fachtagungen. Bei bundesweiter bzw. landesweiter Ausrichtung der Workshops oder Tagungen sind die Kosten über den Bundesverband bzw. den Landesverband zu beantragen,
- Vorträge.

Die inhaltliche Ausrichtung der krankenkassenindividuellen Förderung durch die einzelnen Krankenkassen und Verbände kann variieren. Antragsteller können sich im Vorfeld einer Antragstellung bei den Krankenkassen oder ihren Verbänden über eventuelle Förderschwerpunkte informieren.

###### Transparenz über die Höhe der Fördermittel
Die Krankenkassen/-verbände sollten die Höhe der für das nächste Förderjahr für die jeweilige Förderebene zur Verfügung stehenden krankenkassenindividuellen Fördermittel auf geeignete Weise transparent machen, z. B. über das Internet.

###### Verfahren der Antragstellung
Damit der Selbsthilfe eine gezielte Antragstellung möglich ist, informieren die Krankenkassen rechtzeitig vor Beginn eines neuen Förderjahres über:
- geltende Antragsfristen, falls diese existieren,
- die ggf. zu verwendenden Antragsformulare.

Sofern Krankenkassen Förderschwerpunkte definieren, werden diese frühzeitig bekannt gemacht.
Anträge sind schriftlich anhand der von den Krankenkassen und ihren Verbänden bereitgestellten Antragsvordrucke auf den jeweiligen Förderebenen zu stellen.
Anträge, die auf die direkte Ressourcenstärkung der Betroffenen oder ihrer Angehörigen abzielen, sollen zudem eine Aussage treffen, inwiefern durch die Maßnahme/das Projekt die Autonomie der Betroffenen oder ihrer Angehörigen gestärkt werden kann.
Hinsichtlich der Antragsfristen verfahren die Krankenkassen/-verbände in der Regel flexibel.

###### Antragsbearbeitung und Mittelvergabe
Anträge für die Vergabe krankenkassenindividueller Mittel sollen nach Einreichung vollständiger Unterlagen zeitnah bearbeitet werden. Die Entscheidung über die Förderung einschließlich der Bemessung der Förderhöhe fällt in die Zuständigkeit der einzelnen Krankenkasse bzw. des Krankenkassenverbandes.
Der Antragsteller wird mit einer kurzen Begründung informiert, sofern sein Förderantrag nicht berücksichtigt wurde, zurückgestellt oder an einen anderen Förderer abgegeben wird.

##### Nicht verausgabte Fördermittel eines Förderjahres
Nicht verausgabte Fördermittel aus der kassenartenübergreifenden Gemeinschaftsförderung und aus der krankenkassenindividuellen Förderung fließen nach Vorliegen der amtlichen Ausgabenstatistik (KJ 1 – in der Regel im Juli) im darauffolgenden Jahr der kassenartenübergreifenden Gemeinschaftsförderung zu. Näheres regeln die Krankenkassen und ihre Verbände unter Berücksichtigung der in den Vorjahren gesammelten Erfahrungen und unter Beteiligung der Vertretungen der maßgeblichen Spitzenorganisationen der Selbsthilfe.

## Kritik
Die medizinische Wirksamkeit von Selbsthilfegruppen wie beim Zwölf-Schritte-Programm ist schwer zu belegen. Das liegt auch an der Anonymität, die bewirkt, dass keine Mitgliederlisten geführt werden und so langfristige, wissenschaftliche Untersuchungen erschwert werden. Unabhängige, wissenschaftlich tragfähige Untersuchungen sind rar. Das New Yorker Berufungsgericht hat 1996 im Fall „Griffin v. Coughlin“ letztinstanzlich festgestellt, dass „Angehörigkeit bei der Gemeinschaft der AA eine Beteiligung an religiösen Handlungen und religiöser Missionierung mit sich bringt.“
Einige Selbsthilfegruppen und Organisationen der Selbsthilfe bekommen von multinationalen Pharmaunternehmen finanzielle Unterstützung. Dies trifft insbesondere auf solche Gruppen zu, bei denen die Zusammenarbeit für die Industrie Vorteile und Einflussnahme verspricht. Da die Bewerbung von verschreibungspflichtigen Medikamenten den Herstellern in Deutschland – wie auch in den meisten anderen Ländern weltweit – verboten ist, öffnet die Zusammenarbeit mit der Selbsthilfe den Weg direkt zu den Konsumenten. Die Pharmakonzerne sprechen von Information, während neutrale Organisationen im Verbraucherschutz Desinformation beklagen. Mittlerweile gibt es sowohl von Seiten der Selbsthilfe wie auch von Arzneimittelunternehmen freiwillig Leitsätze und Richtlinien, die diese Kooperationen vor dem Hintergrund von Interessenkonflikten absichern sollen. Die Selbsthilfe ist über diesen Weg des Sponsorings in die öffentliche Kritik geraten.
Transparenz bei Zuwendungen wird als erster Schritt zur Verbesserung gesehen, um etwaigen Vorwürfen der Korruption zu begegnen. Die Glaubwürdigkeit von Selbsthilfe kann trotzdem Schaden nehmen. Einige Pharmakonzerne legen ihre Zahlungen an die Selbsthilfe offen. Beispielsweise hat der britische Pharmakonzern GlaxoSmithKline (GSK) insgesamt rund 128.000 Euro im Jahr 2008 an deutsche Patientenorganisationen und Selbsthilfegruppen gegeben. 54 Organisationen erhielten Zuwendungen zwischen 350 Euro und 20.000 Euro. Der Konzern veröffentlichte nach eigenen Angaben alle Spenden auf seiner Website.
Andere Spender, etwa die Deutsche Krebshilfe, verknüpfen ihre Unterstützung von Selbsthilfeorganisationen mit der Verpflichtung, keine Gelder der Industrie anzunehmen. Die Deutsche Krebshilfe selbst nimmt keine Spenden der Pharmaindustrie an.

### Suchlisten und Kontaktstellen in Deutschland
- Deutsche Arbeitsgemeinschaft Selbsthilfegruppen (DAG SHG) e. V.
- NAKOS – Nationale Kontakt- und Informationsstelle zur Anregung und Unterstützung von Selbsthilfegruppen
- BAG SELBSTHILFE e. V. – Bundesarbeitsgemeinschaft Selbsthilfe von Menschen mit Behinderung, chronischer Erkrankung und ihren Angehörigen

### Suchlisten und Kontaktstellen in Österreich
- Öffentliches Gesundheitsportal Österreich – Liste von Selbsthilfegruppen nach Bundesland

### Suchlisten und Kontaktstellen in der Schweiz
- Selbsthilfe Schweiz – Förderung und Koordination von Selbsthilfegruppen